# Vénus, blessée par Diomède, est sauvée par Iris
Vénus, blessée par Diomède, est sauvée par Iris est un tableau réalisé par le peintre français Joseph-Marie Vien en 1775. De format horizontal, cette huile sur toile néo-classique est une peinture mythologique qui représente Vénus secourue par Iris et Mars après avoir été blessée par Diomède, pendant la guerre de Troie. Exposée au Salon de Paris l'année de sa création, l'œuvre est conservée depuis 1986 au Columbus Museum of Art, à Columbus, dans l'Ohio, aux États-Unis.